# Bareknuckle boxing
La bareknuckle (letteralmente nocca nuda) boxing o pugilato a mani nude, storicamente conosciuta anche come fisticuffs (scazzottata), fist fight (scontro di pugni), illegal boxing (boxe illegale), prizefighting (combattimento a premi), è uno stile di combattimento da cui deriva la boxe tradizionale e contemporanea. Originariamente, tra il 18º e 19º secolo, questa disciplina era riconosciuta come pugilism (pugilismo).

## Descrizione

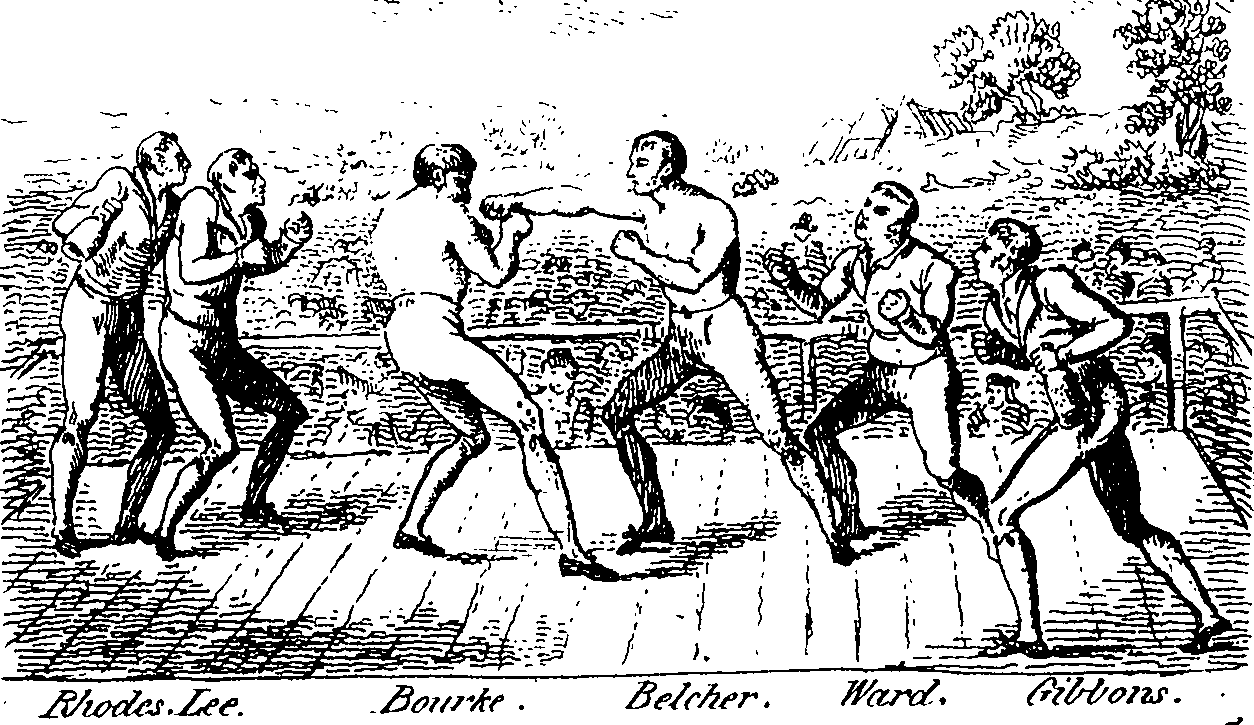
Didascalia di un manuale.

Gli incontri venivano disputati senza l'ausilio dei guantoni ma alcune varianti più recenti (più o meno regolamentate e riconosciute) prevedono l'utilizzo di fasciature ai polsi che possono coprire o meno le nocche. La differenza tra una rissa o un combattimento da strada (street fighting) e un incontro di boxe a mani nude è che quest'ultimo possiede una serie di regole riconosciute e condivise tra i partecipanti, ad esempio non è prevista la possibilità di colpire un avversario al tappeto, caratteristica che distingue la bareknuckle e il pugilato (conosciuto anche come boxe inglese o boxing) da altre discipline marziali o sport da combattimento come le MMA (arti marziali miste). Le regole che hanno fornito le basi per la boxe a mani nude per gran parte del 18º e 19º secolo nei paesi anglosassoni sono state le regole del London Prize Ring.
Il più lungo incontro di cui si ha testimonianza è quello disputatosi vicino a Fiery Creek, in Australia, il 3 dicembre 1855 tra James Kelly e Jonathan Smith; proprio quest'ultimo cedette dopo ben diciassette round.

## Attuali organizzazioni
Questa storica disciplina è tornata in vita nel 21º secolo sotto forma d'attività sportiva professionistica con la fondazione inglese BKB™ (Bare Knuckle Boxing) presente negli Stati Uniti dal luglio 2013 organizzando il primo evento nel New Hampshire. Questa organizzazione americana, assieme all'Ultimate Bare Knuckle Boxing (UBKB) e alla Bare Fist Boxing Association (BFBA), situate nel Regno Unito, sono state sanzionate in quanto la boxe professionistica a mani nude non è mai stata legale e legittimata da nessuna legge federale o statale negli Stati Uniti fino a quando il Wyoming è diventato il primo stato a legalizzarla il 20 marzo 2018.
L'americana Bare Knuckle Fighting Championship (BKFC), fondata nel 2018, è la prima organizzazione a tenere eventi ufficialmente autorizzati e commissionati negli Stati Uniti dopo una pausa che dura dal 1889 ed è attualmente la principale promotrice di tornei di boxe a mani nude anche a livello mediatico. In questo torneo gli atleti combattono all'interno di uno spazio circolare (che rimanda al ring ovvero anello) confinato da 4 corde rivestite e vestono delle fasciature che lasciano scoperte le nocche delle mani, ma esistono ulteriori organizzazioni non riconosciute (come la TOPDOG e la russa Punch Club), legate a sottoculture e tradizioni popolari che organizzano eventi trasmessi su molteplici social network e che godono di discreto seguito.
Tra i primi Bare Knuckle Fighter da strada più famosi si annoverano i nomi di Kimbo Slice per gli USA, Rene "Level" Martinez per il Sud America, Bobby Gunn per il Regno Unito e Christopher "Kris Man" D'addesa l'Italia.

## Chivarreto Boxing
La "Chivarreto Boxing" è una variante della boxe a mani nude.
Detto anche Boxeo a puño limpio, viene praticato nella città di Chivarreto a San Francisco El Alto, in Guatemala.
In genere, ci sono quattro arbitri presenti per far rispettare le regole e proteggere i combattenti da danni inutili, invece di uno come in altri tipi di boxe. Gli incontri si svolgono all'interno di un ring, che si trova nei pressi della piazza di Chivarreto in modo che tutti i residenti di Chivarreto e anche i turisti provenienti da altre zone possano essere spettatori.
A differenza di altri tipi di pugilato, i knockout sono dichiarati immediatamente  quando un concorrente colpisce il pavimento dopo aver ricevuto un pugno. I knockout sono anche dichiarati se uno dei concorrenti si arrende. Se un ko non si verifica dopo un po', spetta ai concorrenti decidere quando finire il loro incontro, dopo di che i quattro arbitri decidono su un vincitore.